# Cercosphaera dilkera
Cercosphaera dilkera är en kräftdjursart som beskrevs av Bruce 1994. Cercosphaera dilkera ingår i släktet Cercosphaera och familjen klotkräftor. Inga underarter finns listade i Catalogue of Life.